# Ян Ґружевський
Ян Ґружевський (пол. Jan Grużewski; 1578, Білорусь — 12 серпня 1646, Варшава) — церковний діяч Речі Посполитої, богослов, священник-єзуїт, педагог, ректор Віленської єзуїтської академії в 1618—1625 та 1641—1643 роках.

## Життєпис
30 жовтня 1595 року вступив до Товариства Ісуса на новіціят у Ризі. Вивчав богослов'я в Римі. Професор філософії в Пултуську (1609—1611 і 1612—1613) та Браунсбергу (1613—1614), морального богослов'я в Несвіжі (1611—1612), схоластичного богослов'я у Вільно (1615—1616).
Під час побуту у Вільно був дорадником унійного митрополита Йосифа Велямина Рутського і архимандрита Віленського Йосафата Кунцевича у справах реорганізації унійного чернецтва.
У 1618—1625 роках — ректор Віленської єзуїтської академії. Препозит дому професів у Вільно (1641—1642) та вдруге ректор Академії (1641—1643), провінціал Литовської провінції єзуїтів (1643—1646), у 1644 році відкрив у Віленській академії факультет права. На переломі 1645/1646 років брав участь у Генеральній Конгрегації Товариства Ісуса в Римі.

## Творчість
Автор богословського твору «Ultima et maxima hominis mutatio» (Вільно, 1644). Збереглися його рукописні лекції з богослов'я.